# George Friedman

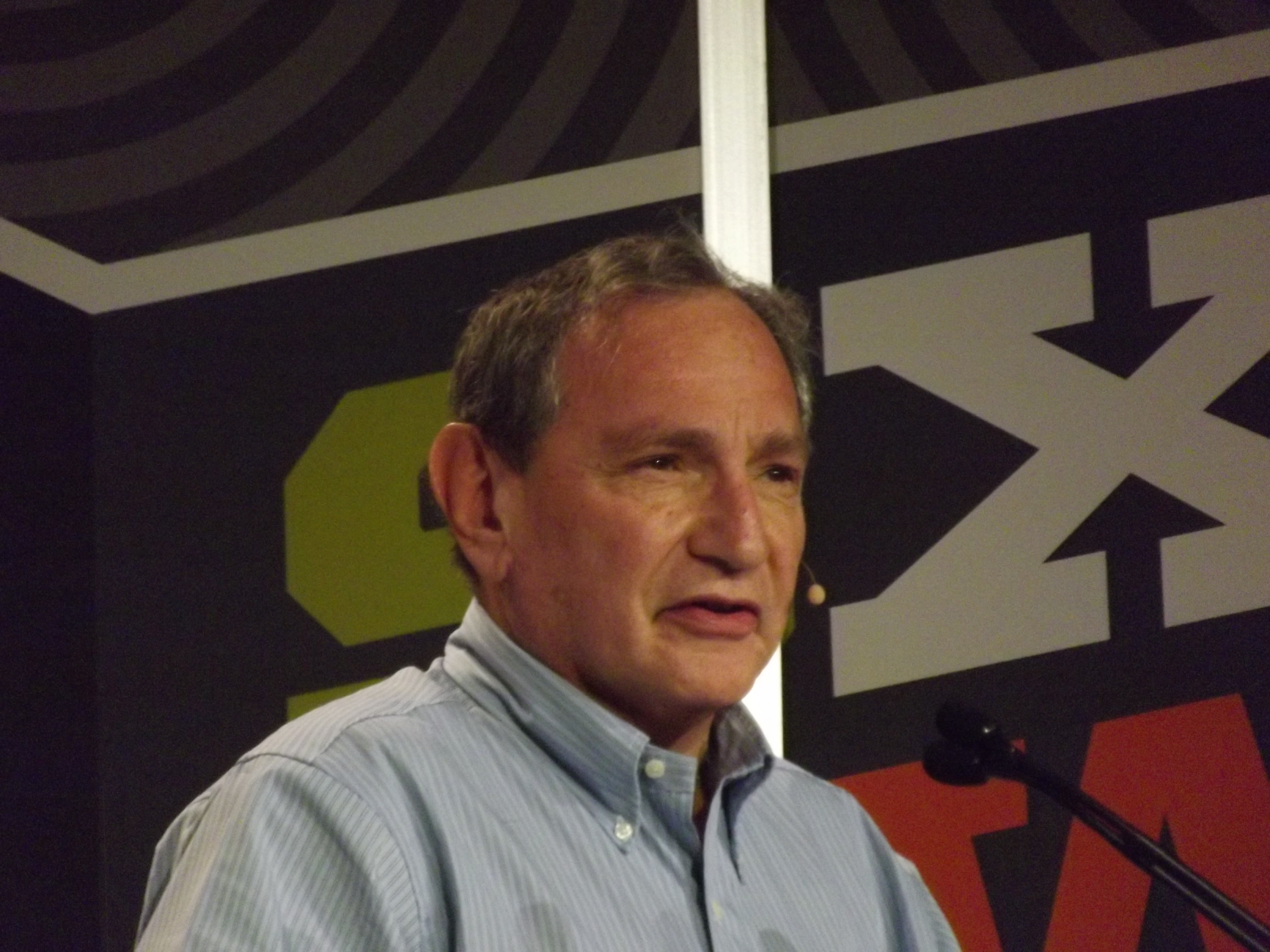
George Friedman (2012).

George Friedman (nombre de nacimiento: en húngaro: Friedman György, nacido el 1 de febrero de 1949) estadounidense de origen húngaro, es un experto en geopolítica y asuntos internacionales. Es el fundador y presidente de Geopolitical Futures, una nueva publicación en línea que analiza y pronostica el curso de los eventos globales. Antes de fundar Geopolitical Futures, Friedman era presidente de Stratfor, la editorial privada de inteligencia y consultora que el mismo fundó en 1996. Friedman renunció a Stratfor en mayo de 2015.

## Primeros años de vida y educación
Friedman nació en  Budapest, Hungría de padres judíos que sobrevivieron al Holocausto. Su familia huyó de Hungría cuando era un niño para escapar del régimen comunista, se estableció primero en un campamento para personas desplazadas en Austria y luego emigró a los Estados Unidos, donde asistió a escuelas públicas en Nueva York , y fue uno de los primeros diseñadores de juegos de guerra computarizados. Friedman describe la historia de su familia como "una historia muy clásica de refugiados que hacen una nueva vida en Estados Unidos". Él recibió una B.A. en el City College of New York, donde se especializó en ciencias políticas, y un doctorado en la Universidad Cornell.

## Carrera
Antes de unirse al sector privado, Friedman regularmente informaba a los comandantes superiores de los servicios armados (así como también a la Oficina de Evaluaciones Netas,  SHAPE Centro Técnico, el EE. UU. Army War College, National Defense University y la RAND Corporation), en cuestiones de seguridad y defensa nacional.
Friedman persiguió la filosofía política con su trabajo inicial enfocándose en el conflicto con el marxismo, así como también el ámbito internacional, incluido el examen de las relaciones entre Estados Unidos y Rusia de una perspectiva militar. Después de la disolución de la Unión Soviética, estudió el potencial para un conflicto entre EE. UU. y Japón y fue coautor de The Coming. War with Japan  en 1991.
En 1996, fundó Stratfor, una empresa privada de inteligencia y previsión. La oficina central de Stratfor está en Austin, Texas. Él dimitió de Stratfor en mayo de 2015. 
La reputación de Friedman como pronosticador de eventos geopolíticos llevó a la revista  The New York Times  a comentar, en un perfil, "Cuando estás cerca de George Friedman, hay una tentación de tratarlo como un Magic 8-Ball"
En  The Next Decade  (La próxima década), Friedman argumenta que las administraciones estadounidenses de los años 2010 necesitarán crear equilibrios de poder regionales, algunos de los cuales han sido perturbados. Friedman conceptualiza la gestión exitosa de los EE. UU. en los asuntos mundiales no aplicando directamente a los países, sino creando relaciones competitivas, que se compensan entre sí, en las diferentes regiones del mundo. Por ejemplo, en el pasado, Iraq equilibró a Irán, y actualmente Japón equilibra a China. Friedman afirma que esta es la década en la que Estados Unidos, como potencia, debe madurar para administrar su poder y equilibrio como un imperio y una república no deseados.
.
Friedman tiene un nuevo libro titulado "El nuevo siglo americano: crisis, resistencia y el futuro de los Estados Unidos" que estaba programado para el 9 de enero de 2018, la fecha de lanzamiento fue trasladada posteriormente al 9 de octubre de 2018. El la fecha de lanzamiento se volvió a retrasar hasta el 12 de marzo de 2019. La fecha de lanzamiento del libro ahora está fijada para el 11 de junio de 2019. 

## Vida personal
Friedman está casado con Meredith Friedman (nacida LeBard), juntos tienen 4 hijos, y viven en Austin, Texas. 